# Саламанкская школа
Салама́нкская школа — одно из направлений поздней схоластики, сформировавшееся в Саламанкском университете в XVI веке, представители которого развивали учение Фомы Аквинского и, в частности, уделяли большое внимание объяснению экономических явлений.

## Представители школы
Основные представители саламанкской школы — это доминиканцы: её основатель Франсиско де Витория, его ученики Мельчор Кано и Доминго де Сото, доктор Мартин де Аспилькуэта Наварро и их последователи дон Диего де Коваррубиас-и-Лейва, Томас де Меркадо, Бартоломе де Медина, Доминго де Баньес, а также иезуиты: Луис де Молина, Хуан де Салас, Хуан де Луго; и юристы Херонимо Кастильо де Бовадилья, Педро де ла Гаска, Хуан де Матьенсо, Хуан Хинес де Сепульведа, Бартоломе де лас Касас.

## Теоретическая база

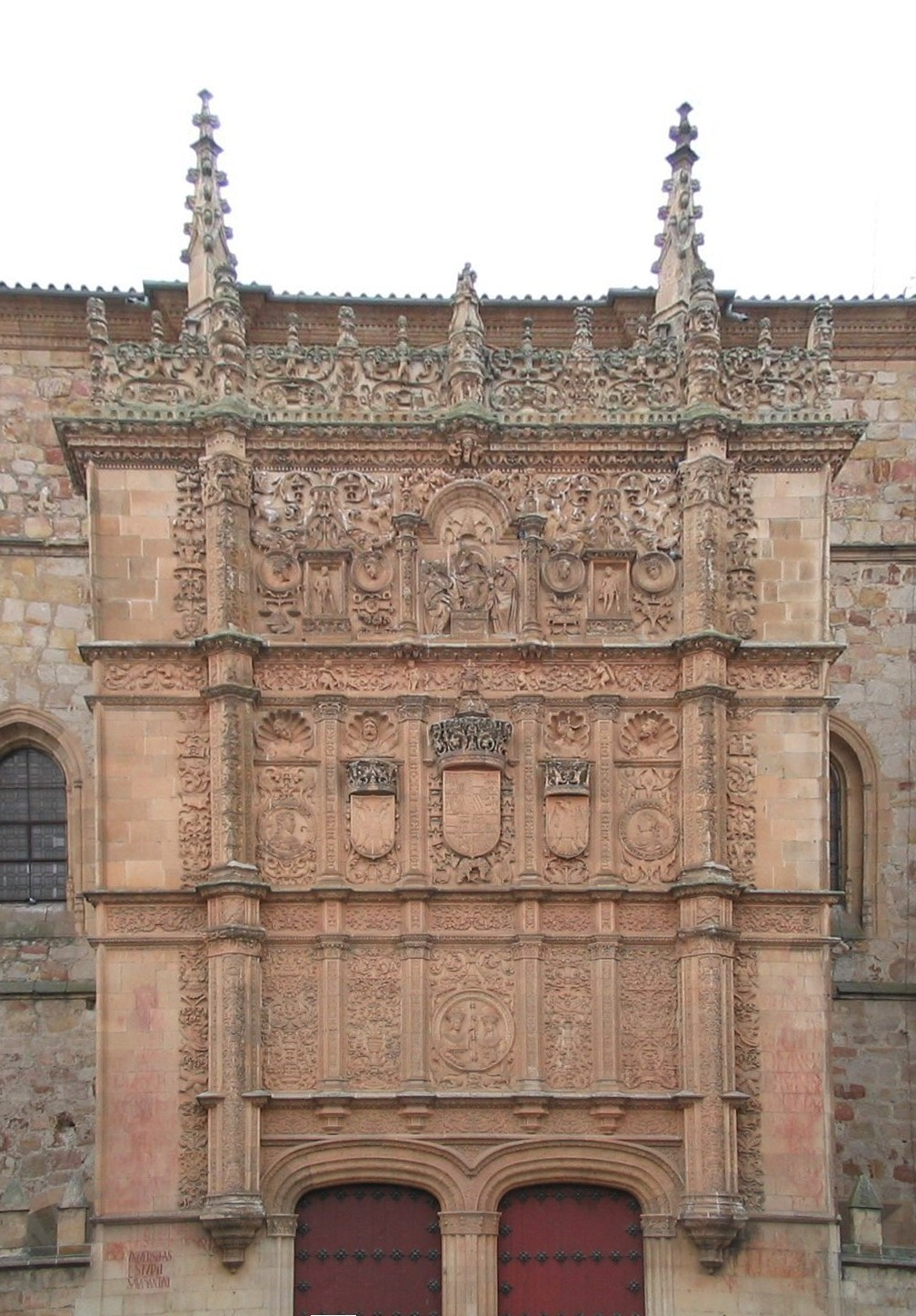
Университет Саламанки

Экономические воззрения саламанкских профессоров были изложены, главным образом, в их комментариях к вопросам 77 («Об обмане, совершаемом при покупках и продажах») и 78 («О грехе ростовщичества, совершаемом при даче взаймы») второй части из второй части «Свода богословия» («Summa Theologiae») Св. Фомы, которая сокращенно называется «Вторая из второй» («Secunda Secundae», 1271 г.).

## Основные открытия и достижения в экономике
Исходя из анализа сочинений испанских богословов XVI века и опираясь на работы по исследованию их экономической мысли, можно выделить следующие важные составляющие их вклада в экономическую науку:
- Разграничение рыночного и затратного способов ценообразования в соответствии с числом участников рынка (Франсиско де Витория).
- Разделение участников рынка на три основные группы (продавцы, покупатели и товары), со стороны которых определяется рыночная цена (Хуан де Медина).
- Формулирование теории паритета покупательной способности денег (Доминго де Сото, Педро де ла Гаска, Мартин де Аспилькуэта Наварро, Томас де Меркадо, Доминго де Баньес).
- Открытие количественной теории денег (Мартин де Аспилькуэта Наварро, Педро де ла Гаска).
- Открытие механизмов рыночной конкуренции между покупателями (Луис де Молина) и между продавцами (Херонимо Кастильо де Бовадилья).
- Формулирование доктрины спроса на деньги и включение в предложение денег банкнот, чеков и векселей наравне с монетами (Луис де Молина).
- Разработка теории свободного рынка (Хуан де Матьенсо, Хуан де Луго)
- Выведение ценности денег из их предельной полезности (Хуан де Луго, Франсиско Гарсиа).
- Тезис о невозможности познания человеком «справедливой цены» товара ввиду множества факторов, её определяющих (Хуан де Салас, Хуан де Медина).

## Итог
С наступлением XVII века начался упадок экономического и политического могущества Испании, а вместе с ним — и экономической мысли саламанкской школы. На смену экономической философии испанских богословов пришла политическая экономия английских, французских и итальянских меркантилистов.

## Интересные факты
- В разговорный обиход вошла латинская поговорка: «Quod natura non dat, Salamantica non praestat» («Что не даёт природа, Саламанка не восполняет»)[3].